# Michael Walter (Rennrodler)
Michael Walter (* 12. März 1959 in Pirna; † 6. August 2016) war ein deutscher Rennrodler.
Michael Walter wurde in Zwickau für das Rodeln entdeckt und 1973 nach Oberwiesenthal delegiert, wo er in den folgenden Jahren für den SC Traktor Oberwiesenthal startete. 1976 debütierte er bei den Europameisterschaften der Junioren und erreichte dort bei den Veranstaltungen bis 1978 zwei fünfte und einen sechsten Platz. Bei den Olympischen Spielen 1980 in Lake Placid war er noch Ersatzmann. 1981 wurde er Vizeweltmeister in Hammarstrand hinter Sergei Danilin. Bei den Olympischen Spielen 1984 in Sarajevo erreichte er den enttäuschenden vierten Rang und damit die schlechteste Saisonplatzierung. Den Weltcup des Jahres gewann er souverän. 1985 konnte der gelernte Baufacharbeiter Weltmeister auf der Heimbahn in Oberhof werden. Die Olympischen Spiele 1988 in Calgary verliefen mit einem fünften Rang erneut unbefriedigend. DDR-Meister wurde Walter 1984.

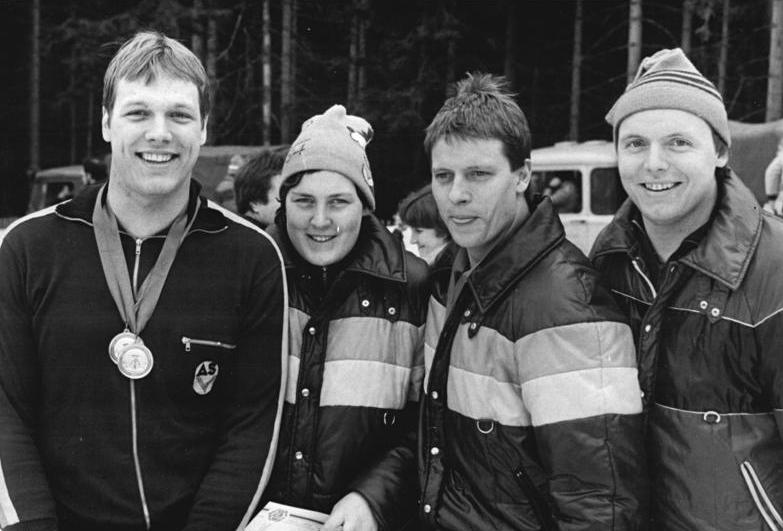
Die Titelträger der DDR-Meisterschaften im Rennrodeln 1984: Michael Walter, Bettina Schmidt, Jörg Hoffmann, Jochen Pietzsch

Nach seiner Sportlerkarriere studierte Walter Bauwesen und betrieb in Annaberg-Buchholz eine Baufirma.

## Erfolge

### Weltcupsiege
Einzel
| Nr. | Datum         | Ort          | Bahn                                  |
| --- | ------------- | ------------ | ------------------------------------- |
| 1.  | 31. Jan. 1982 | Hammarstrand | Bobbahn Hammarstrand                  |
| 2.  | 21. Feb. 1982 | Königssee    | Kombinierte Kunsteisbahn am Königssee |
| 3.  | 9. Jan. 1984  | Hammarstrand | Bobbahn Hammarstrand                  |
| 4.  | 4. März 1984  | Oberhof      | Rennrodelbahn Oberhof                 |
| 5.  | 6. Jan. 1986  | Oberhof      | Rennrodelbahn Oberhof                 |